# Полумарафон

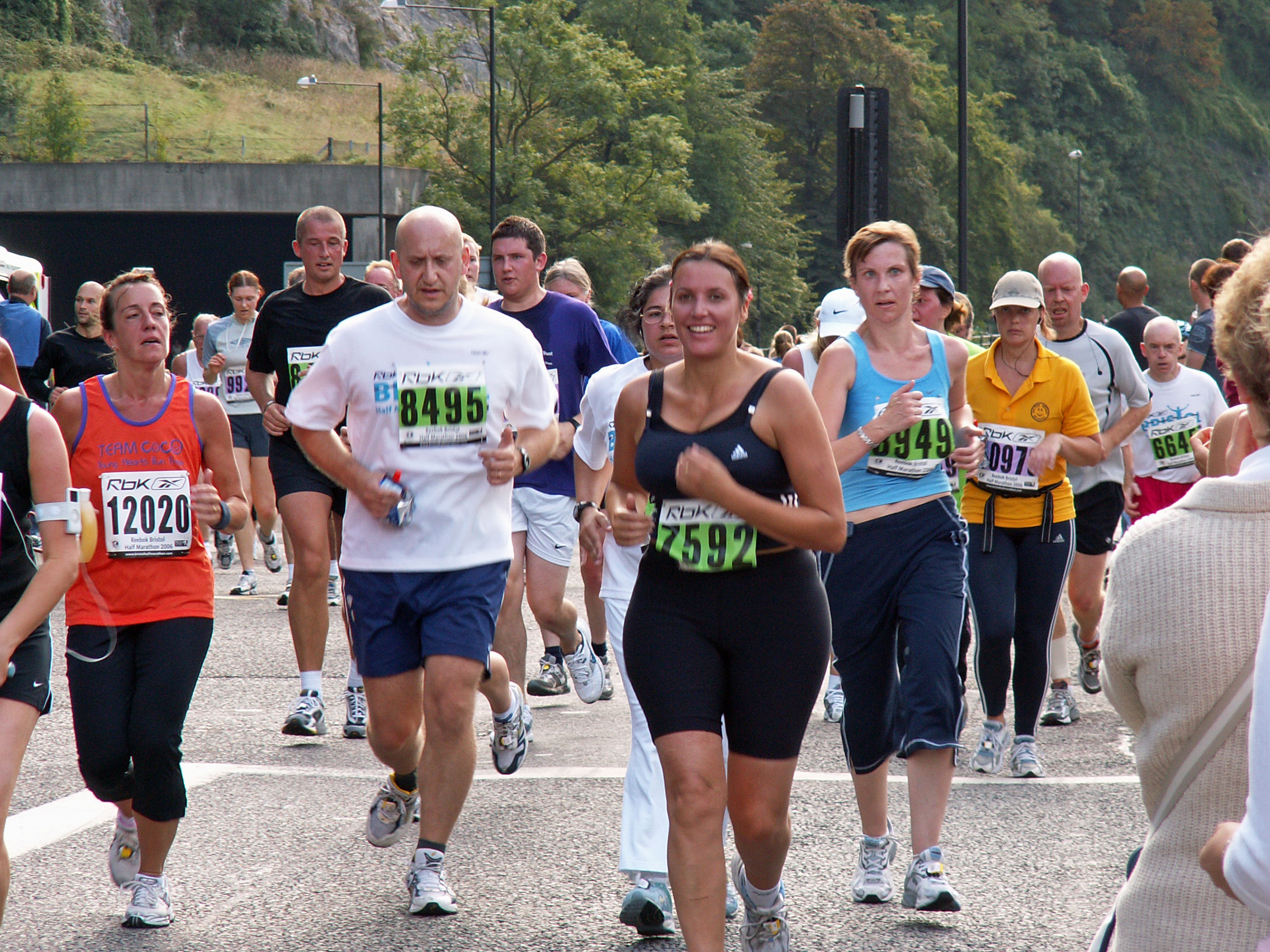
Участники традиционного Бристольского полумарафона. 2006 год

Полумарафон — дисциплина лёгкой атлетики, представляет собой забег на дистанцию 21,0975 км — вдвое меньше марафонской (42 км 195 метров). Как правило, соревнования в данной легкоатлетической беговой дисциплине проводятся на шоссе. Полумарафон не является олимпийской дисциплиной, однако данная дистанция является одной из активно привлекающих к себе интерес с начала 2000-х годов в мировом любительском беге. Полумарафонские забеги проводятся одновременно с марафонскими в рамках традиционных городских марафонов (Московский, Берлинский, Чикагский, Лондонский), либо как самостоятельные соревнования (Пражский, Лиссабонский). С 1992 года под эгидой ИААФ ежегодно проводится чемпионат мира по полумарафону, в рамках которого разыгрывается четыре комплекта наград.

## История
19 апреля 2025 года, в Пекине, провели первый в мире полумарафон с участием людей и человекоподобных роботов. В забеге участвовал 21 робот, которые падали, сбивали людей и требовали менять им батареи. Тем не менее, некоторые всё же добежали до финиша, а лучший результат составил 2 часа 40 минут.

## Мировые рекорды
- У мужчин — Йомиф Кеджелча (Эфиопия) — 57:30, установлен 27 октября 2024 года.
- У женщин — Летесенбет Гидей (Эфиопия) -— 1:02:52, установлен 24 октября 2021 года.

## 10 самых быстрых полумарафонцев

### Мужчины
| Время | Имя               | Страна  | Дата             | Место                |
| ----- | ----------------- | ------- | ---------------- | -------------------- |
| 57:30 | Йомиф Кеджелча    | Эфиопия | 27 октября 2024  | Валенсия, Испания    |
| 57:31 | Джейкоб Киплимо   | Уганда  | 21 ноября 2021   | Лиссабон, Португалия |
| 57:32 | Кибивотт Канди    | Кения   | 6 декабря 2020   | Валенсия, Испания    |
| 57:41 | Хагос Гебрхивет   | Эфиопия | 22 октября 2023  | Валенсия, Испания    |
| 57:49 | Ронекс Кипруто    | Кения   | 6 декабря 2020   | Валенсия, Испания    |
| 57:50 | Селемон Барега    | Эфиопия | 22 октября 2023  | Валенсия, Испания    |
| 57:59 | Александер Мутисо | Кения   | 6 декабря 2020   | Валенсия, Испания    |
| 58:01 | Джеффри Камворор  | Кения   | 15 сентября 2019 | Копенгаген, Дания    |
| 58:05 | Сабастиан Саве    | Кения   | 15 сентября 2024 | Копенгаген, Дания    |
| 58:07 | Абель Кипчумба    | Кения   | 24 октября 2021  | Валенсия, Испания    |

### Женщины
| Время   | Имя                  | Страна  | Дата            | Место                       |
| ------- | -------------------- | ------- | --------------- | --------------------------- |
| 1:02.52 | Летесенбет Гидей     | Эфиопия | 24 октября 2021 | Валенсия, Испания           |
| 1:03.04 | Агнес Нгетич         | Кения   | 27 октября 2024 | Валенсия, Испания           |
| 1:03.21 | Фотиен Тесфай        | Эфиопия | 27 октября 2024 | Валенсия, Испания           |
| 1:03.32 | Лилиан Ренгерук      | Кения   | 27 октября 2024 | Валенсия, Испания           |
| 1:03.51 | Ялемзерф Йехуалав    | Эфиопия | 24 октября 2021 | Валенсия, Испания           |
| 1:04.02 | Рут Чепнгетич        | Кения   | 3 апреля 2021   | Стамбул, Турция             |
| 1:04.14 | Гирмавит Гебржихаир  | Эфиопия | 19 февраля 2022 | Рас-эль-Хайма (эмират), ОАЭ |
| 1:04.14 | Еджгаеху Тае         | Эфиопия | 27 октября 2024 | Валенсия, Испания           |
| 1:04.22 | Хеллен Обири         | Кения   | 19 февраля 2022 | Рас-эль-Хайма (эмират), ОАЭ |
| 1:04.29 | Джойсилин Джепкосгеи | Кения   | 11 февраля 2024 | Барселона, Испания          |